# سایه‌هایی در خورشید
سایه‌هایی در خورشید فیلم مستقل محصول سال ۲۰۰۹ بریتانیا، به کارگردانی دیوید راکسویج و بازیگری جیمز ویلبای، جین سیمونز، جیمی درنان و افلیا لاویبوند است.

## داستان
یک غریبه مرموز یک خانواده دور از هم را کنار هم جمع می‌کند.
هانا (جین سیمونز) از یک بیماری مزمن رنج می‌برد و برای آرامش، شاه دانه مصرف می‌کند و با یک مرد جوان به نام جو (جیمی درنان) یک دوستی بعید دارد. او با شادی با شاعری، باغچه اش و دوستش، جو، زندگی می‌کند؛ ولی وقتی پسر هانا، رابرت (جیمز ویلبای)، با دختر نوجوانش، کیت (افلیا لاویبوند)، و پسر کوچکش، سم (توبی مارلو)، می‌رسند، از کارهای مادرش ناراحت می‌شود.

## تولید
در این فیلم شاهد برگشت جین سیمونز در منطقه ساحلی شمال نورفک، بعد از یک دهه غیبت از سینما بودیم. این آخرین فیلم او بود.
اشعار استفاده شده در این فیلم شامل رباعیات خیام ترجمه ادوارد فیتزجرالد، 'طبیعت یک زندگی شاد' از هنری ووتون، وقتی تو پیر می‌شوی از ویلیام باتلر ییتس و اشعاری از کنراد ایکین می‌باشد.